# Alfa-2 agonisti
Con α2-agonisti si intendono una classe di farmaci agenti sui recettori α2 adrenergici, agonisti di noradrenalina e adrenalina.

## Caratteristiche
I recettori α2 sono recettori presinaptici con significato inibitorio: se stimolati bloccano il rilascio di adrenalina. Gli α2-agonisti inibiscono il rilascio di catecolamine, realizzando un blocco dell'attività simpatica.

## Uso
I farmaci α2-agonisti vengono utilizzati come antipertensivi ad azione centrale: attivano il centro vasomotore del SNC, il quale, una volta attivato, riduce le uscite ortosimpatiche, e quindi le resistenze periferiche. Possono causare ritenzione di sali, si possono pertanto associare a diuretici.

### Metildopa
Il metildopa è un farmaco neurotrasmetitore che viene metabolizzato in α-metil-noradrenalina (agonista selettivo per il recettore α2), riducendo le resistenze periferiche senza alterare la frequenza nei giovani; negli anziani invece riduce il precarico. Causa ritenzione salina.

### Clonidina
Nel paziente supino riduce la gittata cardiaca. Non provoca effetti sulle risposte adrenergiche da esercizio. 
Viene molto utilizzata in ambito ipertensivo: è importante nel controllo delle crisi di astinenza da oppiacei (meno da alcool e nicotina) che provoca manifestazioni di iperattività del sistema simpatico centrale e periferico. È inoltre importante nel trattamento del glaucoma.
Gli effetti collaterali sono sedazione, xerostomia, disfunzioni sessuali.

## Tossicità
Gli α2-agonisti possono portare a manifestazioni di:
- sedazione;
- xerostomia;
- sindrome da astinenza.